# Целинные Земли
Цели́нные Зе́мли — посёлок в Тулунском районе Иркутской области России. Входит в состав Гуранского муниципального образования.

## География
Посёлок находится на расстоянии 15 км к северу от города Тулун, административного центра района.

## Население
| 2002 | 2010 | 2011 | 2012 |
| ---- | ---- | ---- | ---- |
| 491  | ↗549 | ↘547 | ↘545 |

### Половой состав
По данным Всероссийской переписи, в 2010 году в посёлке проживало 549 человек (275 мужчин и 274 женщины).